# Jordánia uralkodóinak listája
Az alábbi lista Jordánia uralkodóit tartalmazza.
| Portré               | Uralkodó                                        | Uralkodott                     | Neve átírásban | Megjegyzés                            |
| -------------------- | ----------------------------------------------- | ------------------------------ | -------------- | ------------------------------------- |
| Hásemiták (1921 – ?) |                                                 |                                |                |                                       |
|                      | I. Abdullah * 1882. február † 1951. július 20.  | 1921 – 1951 IV. 1. VII. 20.    |                | Emír, majd 1946. május 25-től király. |
|                      | Talal * 1909. február 26. † 1972. július 7.     | 1951 – 1952 VII. 20. VIII. 11. |                | Abdullah király fia.                  |
|                      | Huszejn * 1935. november 14. † 1999. február 7. | 1952 – 1999 VIII. 11. II. 7.   |                | Talal király fia.                     |
|                      | II. Abdullah * 1962. január 30.                 | 1999 – II. 7.                  |                | Huszejn király fia.                   |